# GRANT
Pomocí SQL příkazu GRANT lze v relačních databázích nastavit přístupová práva k jednotlivým tabulkám.

## Syntaxe
```
GRANT
 
práva
 
ON
 
název_tabulky
 
TO
 
jméno_uživatele
 
[,
 
jiný_uživatel
...];

```

Jako práva se zde používají SQL příkazy pro manipulaci s daty, např. SELECT, INSERT, DELETE nebo UPDATE.
Pro odebrání práv se používá příkaz REVOKE, který má obdobnou syntaxi.